# 纤维糊精
纤维糊精（英語：Cellodextrin）是来自纤维素水解产生的水解产物，它是由两个或多个葡萄糖单体组成的不同长度的葡萄糖聚合物。

## 分类
纤维糊精是根据其包含的葡萄糖单体的数目即其聚合度来分类。每个葡萄糖单体是通过β-1，4糖苷键相连的。常见的纤维糊精如下：
- 纤维二糖 (聚合度=2) (有时不包括在纤维糊精的分类中)
- 纤维三糖 (聚合度=3)
- 纤维四糖 (聚合度=4)
- 纤维五糖 (聚合度=5)
- 纤维六糖 (聚合度=6)